# Ружицкий, Александр Юрьевич
Ружицкий Александр Юрьевич — российский поэт, композитор, обладатель Национальной премии Овация за 2001 лучший поэт-песенник, Многократный лауреат телевизионного конкурса «Песня года».

## Биография
Родился и вырос в городе Москва, в семье Ружицкого Юрия Васильевича и Ружицкой Зои Александровны. Учился в средней общеобразовательной школе № 421 (сейчас ГБОУ СОШ № 1852), закончил Детскую музыкальную школу им. Н. П. Будашкина по классу баяна. С 1980 по 1986 годы обучался в Первом Московском государственном медицинском университете имени И. М. Сеченова (Сеченовский Университет), имеет специальность — врач гигиенист.
С 1989 года играл на ударных инструментах в Эстрадном оркестре «Экспресс» Москонцерта.
С 1992 года играл на ударных инструментах в творческом коллективе певицы Надежды Чепраги.
С 1993 поэт и композитор, член общероссийской общественной организации «Российское авторское общество».
Женат имеет двух дочерей.

## Творчество
| Песня                  | Исполнитель            | Лэйбл                    | Дата исполнения |
| Признание              | Кристина Орбакайте     | Союз, Фирма АРС          | 1996            |
| Летние Дожди           | Инна Курт              | J.S.P., Джем Группа      | 1997            |
| Корявенькая            | Галина Романова        | Союз                     | 1997            |
| Мал-помалу             | Алла Пугачева          | Экстрафон                | 1998            |
| Пегий Пес              | Кристина Орбакайте     | ОРТ-Рекордс              | 1998            |
| Запасное Колесо        | Божья Коровка          | ОРТ-Рекордс              | 1998            |
| Смородина              | Кристина Орбакайте     | ОРТ-Рекордс              | 1998            |
| Маленький              | Кабаре-дуэт «Академия» | АРС Records              | 1999            |
| Бадминтон              | Галина Романова        | EMW Records, EMW Records | 1999            |
| Мадам Брошкина         | Алла Пугачева          | Арт-студия «АЛЛА»        | 2000            |
| Десять Вечеров         | Кристина Орбакайте     | Nox Music                | 2000            |
| Гурзуф                 | Кристина Орбакайте     | Nox Music                | 2000            |
| Сердце Из Гранита      | Татьяна Буланова       | Танцевальный Рай         | 2000            |
| Был У Неё Дом          | Александр Буйнов       | Монолит                  | 2001            |
| Дрын-Дрын              | Мурзилки Int           | Квадро-Диск              | 2002            |
| Она Любила Вишни       | Алена Апина            | Музыка Айсберга          | 2003            |
| Лолита — Формат        | Лолита                 | Граммофон Рекордс        | 2005            |
| Все Сначала            | Кристина Орбакайте     | Монолит                  | 2005            |
| Прощай                 | Марина Александрова    | Квадро-Диск              | 2005            |
| Какую ты хочешь любовь | Лолита                 | Квадро-Диск              | 2007            |
| Спичка                 | Кристина Орбакайте     | ОРТ-Рекордс              | 2007            |
| Позолота               | Ирина Аллегрова        | Квадро-Диск              | 2007            |
| Красиво Любить         | Ирина Аллегрова        | Квадро-Диск              | 2007            |
| Гаснут огни            | Анжелика Агурбаш       | Никитин                  | 2007            |
| Вера из девятого «Б»   | Владимир Шиленский     | Альфа Рекордз            | 2008            |
| Солнце                 | Кристина Орбакайте     | Мистерия Звука           | 2008            |
| Птицы                  | Кристина Орбакайте     | Мистерия Звука           | 2009            |
| Мачо                   | Лолита                 | Квадро-Диск              | 2010            |
| Цветочки               | Лолита                 | Квадро-Диск              | 2010            |
| Зу-Зу                  | Филипп Киркоров        | CD LAND                  | 2011            |

### Музыка к кинофильмам, сериалам и спектаклям
| Песня                | Фильм/сериал/спектакль                                                 | Лейбл/Театр                 | Дата исполнения |
| Осень                | Ландыш Серебристый (Фильм Тиграна Кеосаяна)                            | Nox Music                   | 2001            |
| Он связан            | Исп. В.Сюткин к/ф Ландыш Серебристый (Фильм Тиграна Кеосаяна)          | Nox Music                   | 2001            |
| Цынандали            | Исп. Отпетые Мошенники к/ф Ландыш Серебристый (Фильм Тиграна Кеосаяна) | Nox Music                   | 2001            |
| Все музыкальные темы | Чиполлино (Режиссёр-постановщик Екатерина Королева)                    | Содружество Актёров Таганки | 2013            |
| Все музыкальные темы | «Тайна цветика семицветика» (Режиссёр-постановщик Екатерина Королева)  | Содружество Актёров Таганки | 2016            |
| Все музыкальные темы | Царевна лягушка (Режиссёр-постановщик Екатерина Королева)              | Содружество Актёров Таганки | 2023            |